# Kleine lelhoningeter
De kleine lelhoningeter of roodvleugelhoningeter (Anthochaera chrysoptera) is een zangvogel uit de familie honingeters (Meliphagidae).

## Kenmerken
De kleine lelhoningeter is een slanke onopvallende vogel van 26 tot 30,5 cm groot. De vogel is dofbruin en gespikkeld. De opvallende lel, het kenmerk van de andere soorten uit dit geslacht, ontbreekt. Opvallend is de roodbruine vlek op de vleugels.

## Taxonomie
De naam van de soort werd voor het eerst wetenschappelijk beschreven door ornitholoog John Latham in 1802. Zijn specifieke naam is afgeleid van het Oudgriekse χρυσός, chrusos ("goud") en πτερόν, pteron ("vleugel"). De westelijke lelhoningeter (Anthochaera lunulata), die voorkomt in West-Australië, minder gespikkeld is en een langere snavel heeft, werd tot voor kort beschouwd als een ondersoort van deze vogel.

## Verspreiding en leefgebied
De vogel leeft alleen aan de zuidoostelijke kust van Australië en telt drie ondersoorten:
- A. c. chrysoptera: oostelijk en zuidoostelijk Australië.
- A. c. halmaturina: Kangaroo Island.

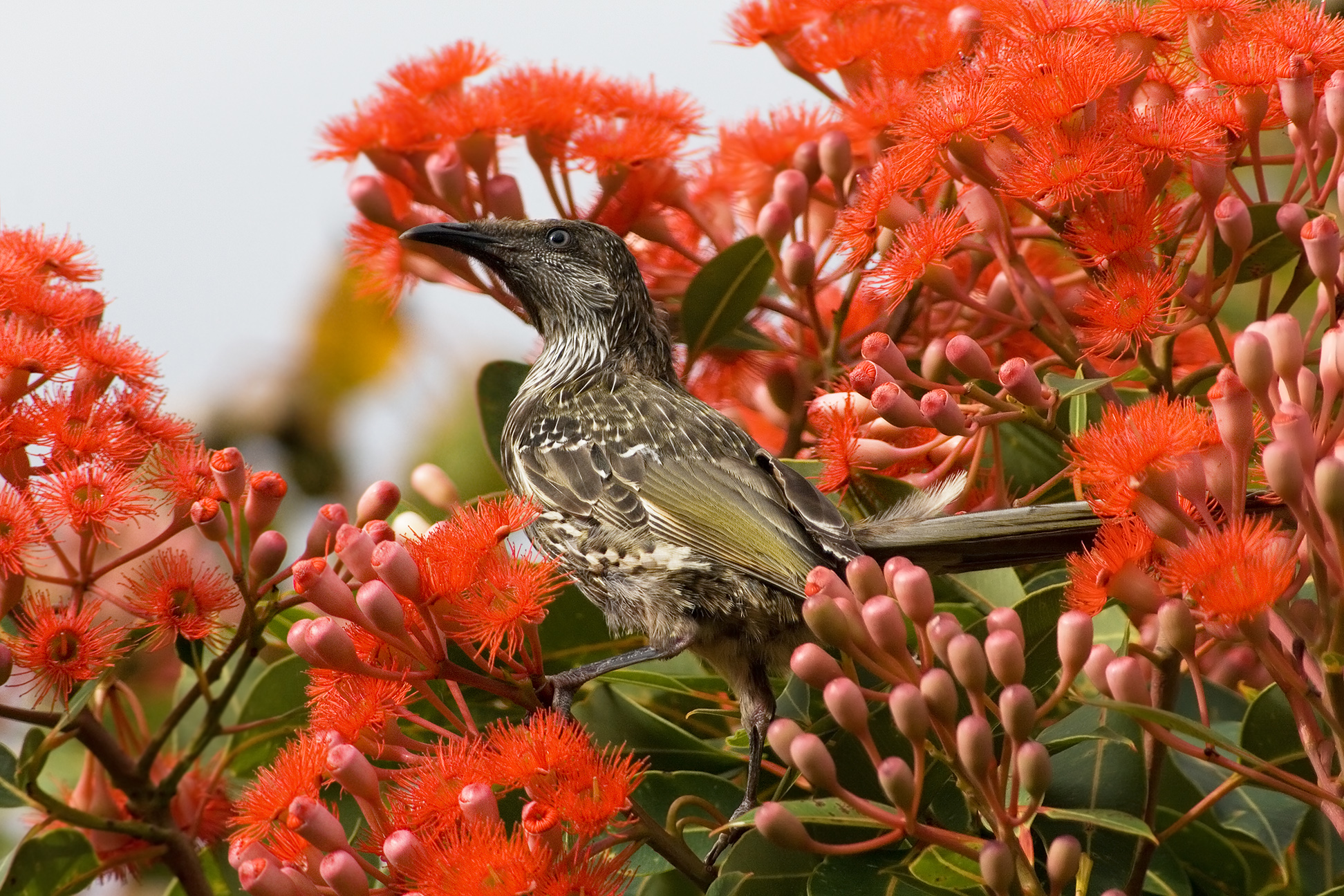
Kleine lelhoningeter foeragerend op nectar van bloeiende Corymbia ficifolia op Tasmanië

- A. c. tasmanica: Tasmanië.

## Status
De kleine lelhoningeter heeft een ruim verspreidingsgebied en daardoor alleen al is de kans op de status kwetsbaar (voor uitsterven) gering. De grootte van de populatie is niet gekwantificeerd en er is niets bekend over trends. Er is geen aanleiding te veronderstellen dat de soort in aantal achteruit gaat. Om deze redenen staat deze lelhoningeter als niet bedreigd op de Rode Lijst van de IUCN.